# ワシントン・ボルチモア・北バージニア広域都市圏

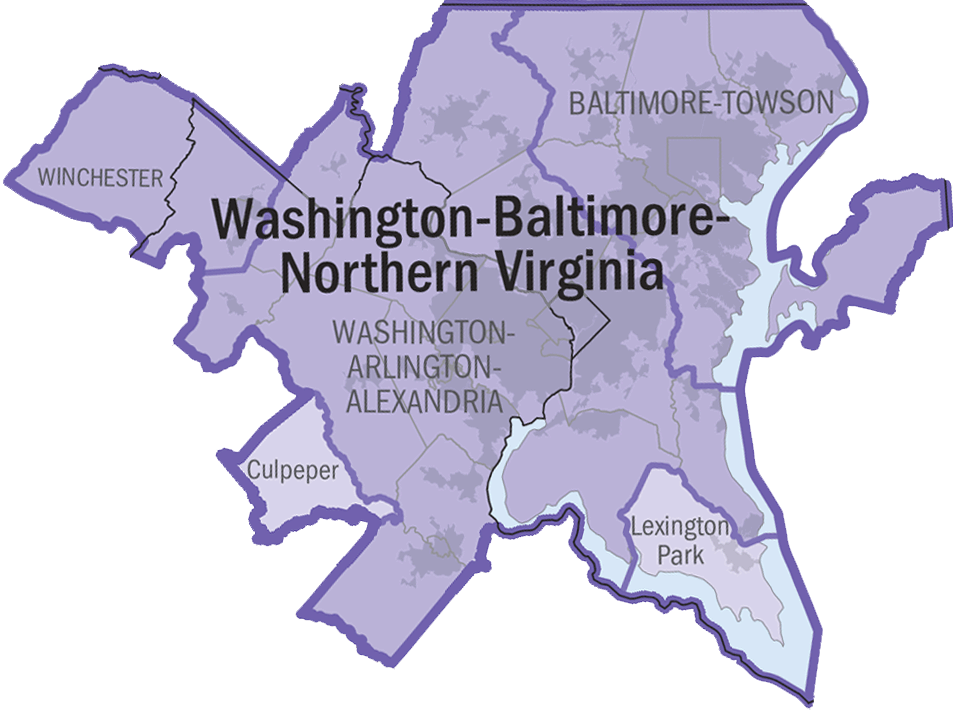
2000年国勢調査に基づく　ワシントン・ボルチモア・北バージニア広域都市圏 - アメリカ合衆国行政管理予算局（Office of Management and Budget、OMB)による

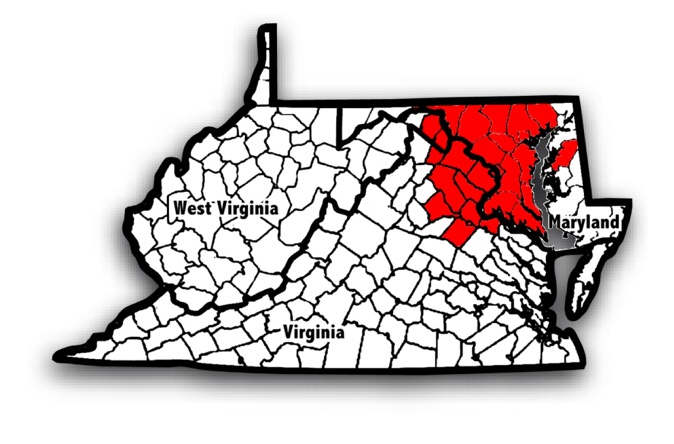
1990年国勢調査に基づく地図

ワシントン・ボルチモア広域都市圏（Baltimore-Washington Metropolitan Area）は、コロンビア特別区のワシントンD.C.とメリーランド州のボルチモアを中心とした広域都市圏である。
この地域には、メリーランド州中央部、北バージニアおよびウェストバージニア州東部にあたるジェファーソン郡が含まれる。
この地域は、アメリカの広域都市圏でも最も教育程度が高く、収入も多く、大きさも第4位に当たる。
公式には、この地域はアメリカ合衆国行政管理予算局（Office of Management and Budget、OMB) により「ワシントン・ボルチモア・北バージニア広域都市圏」（Washington-Baltimore-Northern Virginia, DC-MD-VA-WV CSA）と指定されている。 
基本的に「ワシントン都市圏」と「ボルチモア都市圏」という二つの都市圏に加えて、隣接してはいないが通勤圏にある3つの小さい都市圏、「ウィンチェスター都市圏」、「レキシントンパーク都市圏」、「カルペパー都市圏」が含まれる。OMB公式では含まれていないものの、この地域に属していると考えている郡や都市もある。これには主として、この地域への近さや通勤者の多さ、地方放送局の影響などによるものである。
ボルチモア・ワシントン広域都市圏の人口は2010年の国勢調査によれば 8,924,087人であった。
最も人口が多い都市はワシントンDCで、 620,996人。もっとも人口の多い郡はバージニアのフェアファックス郡で100万人を超える。

## 広域都市圏の構成要素
2010年度国勢調査による広域都市圏内に所属する郡と独立市は以下の通りである。
- ワシントン都市圏 (5,582,170人)

- - ワシントン・アーリントン・アレクサンドリア都市圏 (4,377,008人)
    - ワシントンD.C.
    - アーリントン郡
    - アレクサンドリア
    - マナサス
    - マナサスパーク
    - フレデリックスバーグ
    - フェアファクス
    - フォールズチャーチ
    - フェアファクス郡
    - プリマスウィリアム郡
    - ラウドン郡
    - スポットシルベニア郡
    - スタフォード郡
    - カルバート郡
    - チャールズ郡
    - プリンスジョージズ郡
    - クラーク郡
    - フォーキア郡
    - ウォーレン郡
    - ジェファーソン郡

  - ベセスダ・フレデリック・ゲイザースバーグ都市圏 (1,205,162人)
    - フレデリック郡
    - モンゴメリー郡

- ボルチモア都市圏 (2,799,226人)

  - ボルチモア
  - ボルチモア郡
  - アナランデル郡
  - キャロル郡
  - ハートフォード郡
  - ハワード郡
  - クィーンアンズ郡

- ウィンチェスター都市圏 (124,711人)
  - ウィンチェスター
  - フレデリック郡
  - ハンプシャー郡

- レキシントンパーク都市圏 (101,151人)
  - セントメアリーズ郡

- カルペパー都市圏 (47,689人)
  - カルペパー郡

## 主要都市の一覧
完全な一覧については、ボルチモア・ワシントン都市圏の都市の一覧en:List of cities in the Baltimore-Washington Metropolitan Areaを参照。

### ワシントン地区[10]
- ワシントンD.C.
- アレクサンドリア
- シルバースプリング
- フレデリック
- ベセスダ
- ロックビル
- ゲイザースバーグ
- ブーイ
- カレッジパーク
- ローレル
- グリーンベルト
- フェアファクス
- レストン
- マクリーン
- スプリングフィールド
- タイソンズ

### ボルチモア地区
- ボルチモア
- コロンビア
- エリコットシティ
- タウソン
- アナポリス
- アバディーン
- オーウィングス・ミルズ

## 経済

### 主要産業

#### バイオテクノロジー
アメリカの医学研究の総本山アメリカ国立衛生研究所が立地しているため、ワシントン近郊はバイオテクノロジー関連の民間企業が集積している。主な企業はダナハー、ハワード・ヒューズ医学研究所、en:MedImmune、en:The Institute for Genomic Research、などである。

#### 防衛関連産業
ペンタゴン近隣地区には多くの防衛関連産業が拠点を置いている。この中にはロッキード・マーティン、ノースロップ・グラマン、ジェネラル・ダイナミクス、コンピュータ・サイエンシズ・コーポレーション、FNハースタル USAなどがある。

#### その他の企業
- アンダーアーマー
- フィラ USA
- ベセスダ・ソフトワークス
- チョイスホテルズインターナショナル
- GEICO
- マリオット・インターナショナル
- ブラック・エンターテインメント・テレビジョン
- カーライル・グループ
- ファニー・メイ
- ナショナル ジオグラフィック協会
- グラハム・ホールディングス
- エアバス 北アメリカ
- ベリングポイント
- ブーズ・アレン・ハミルトン
- キャピタル・ワン
- ダインコープ・インターナショナル
- フレディ・マック
- ガネット・カンパニー
- ヒルトン・ワールドワイド
- マース (企業)
- フォルクスワーゲン アメリカ

## 交通

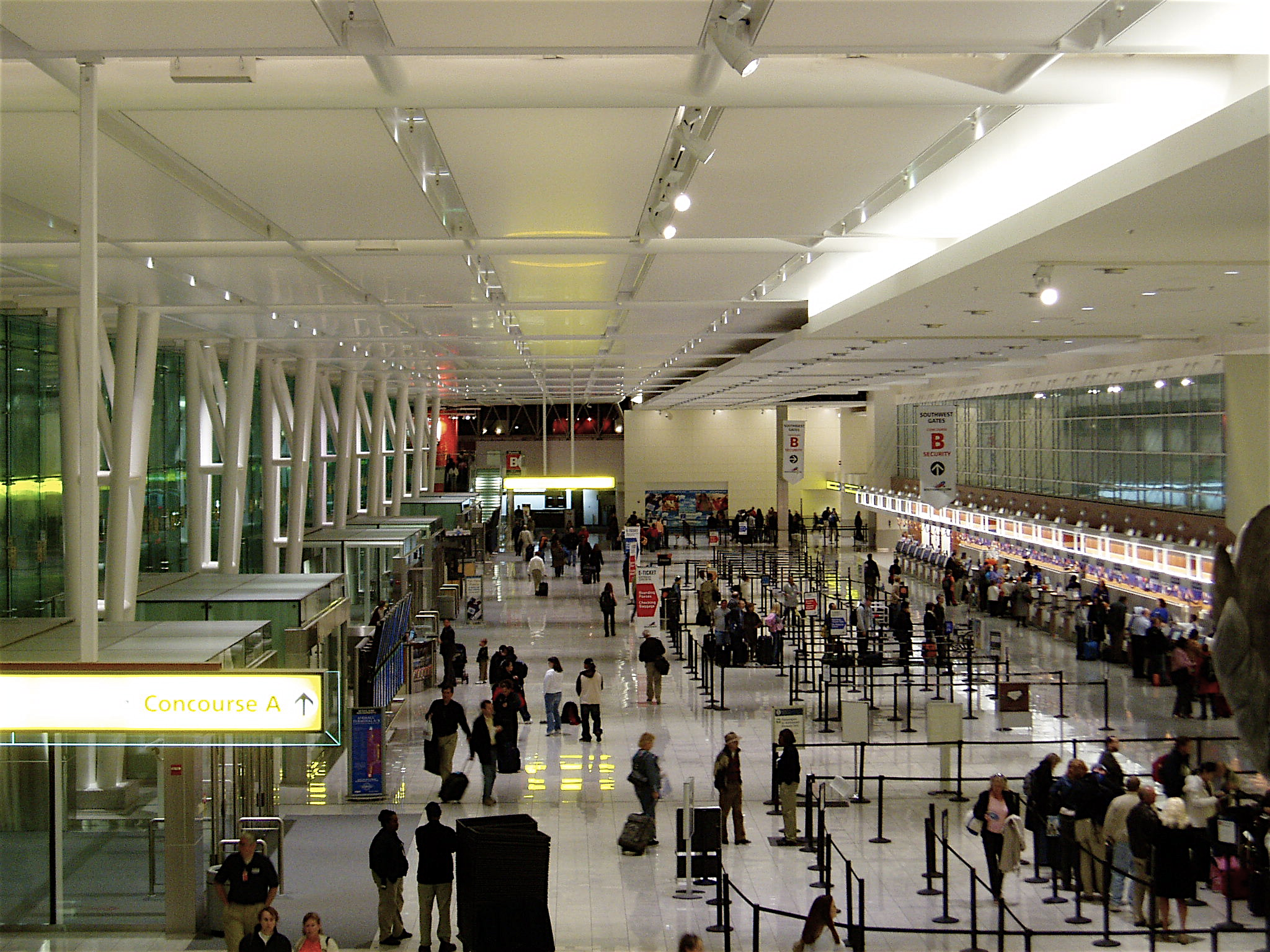
ボルチモア・ワシントン国際空港

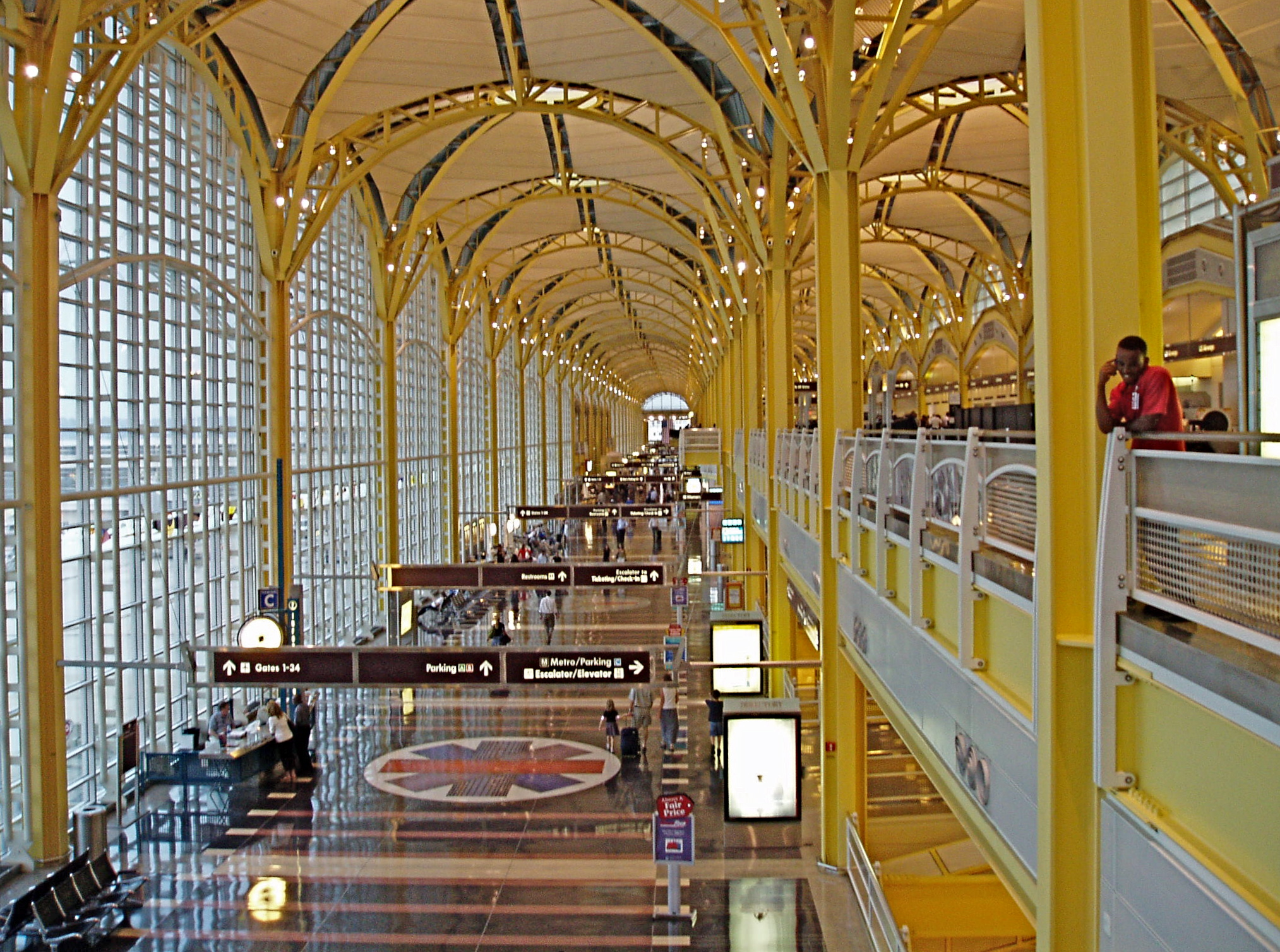
ロナルド・レーガン・ワシントン・ナショナル空港

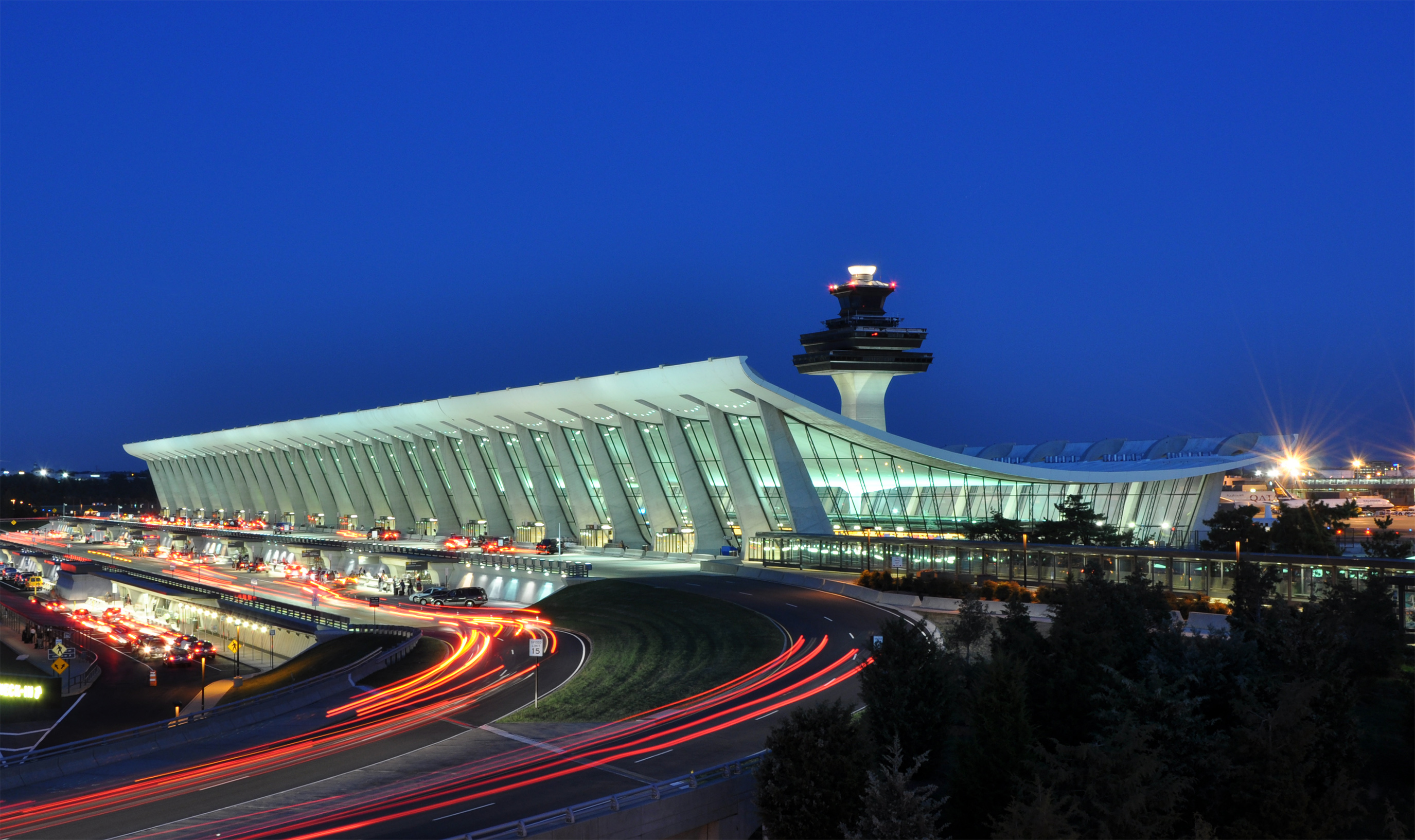
ワシントン・ダレス国際空港

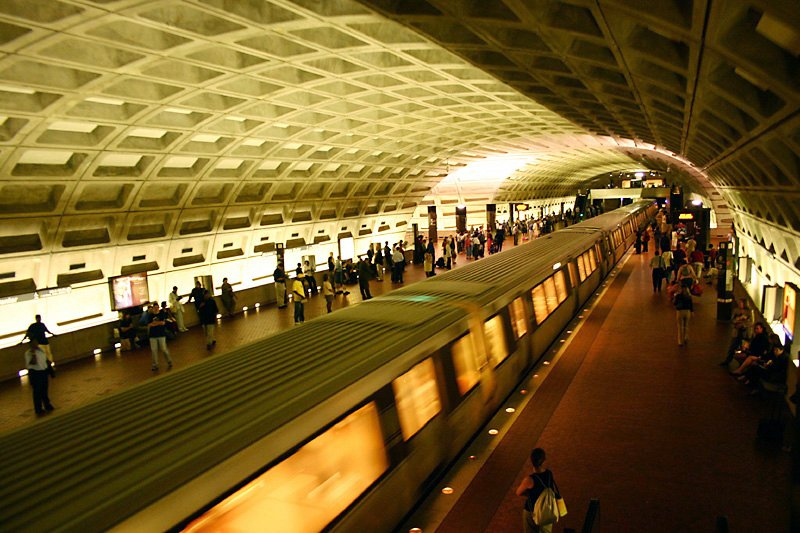
地下鉄

### 主要空港
- ボルチモア・ワシントン国際空港
- ロナルド・レーガン・ワシントン・ナショナル空港
- ワシントン・ダレス国際空港

### 鉄道輸送システム
- アムトラック
- ワシントンメトロ
- MARC (鉄道)
- バージニア急行鉄道
- ボルチモア地下鉄
- ボルチモア・ライトレール
- en:DC Streetcar

### 主要ハイウェイ
インターステイト
- 州間高速道路66号線
- 州間高速道路70号線
- 州間高速道路81号線
- en:Interstate 83
- 州間高速道路95号線
- en:Interstate 97

国道
- 国道1号線 (アメリカ合衆国)
- en:U.S. Route 11
- en:U.S. Route 15
- en:U.S. Route 29